# Armin von Foelkersam

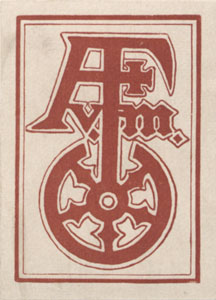
Ekslibris Armina von Foelkersam

Magnus Conrad Armin Baron von Foelkersam (ros. Армин Евгеньевич фон Фелькерзам, ur. 4 kwietnia 1861 w Rydze, zm. 7 grudnia?/20 grudnia 1917 w Porvoo) – niemiecko-rosyjski historyk sztuki, grafik, twórca ekslibrisów, genealog, kustosz Ermitażu.

## Życiorys
Syn Eugena i Marii von Vietinghoff-Scheel. Po ukończeniu gimnazjum w Lipawie studiował prawo na Uniwersytecie w Dorpacie. W 1902 roku został konserwatorem, potem kustoszem Ermitażu.
Był dwukrotnie żonaty, z Sophie v. Ettlinger i Anną Nikiforowną Mancewicz. Jego córką była Andrea-Aleksandra Stegman (1897–?).

## Wybrane prace
- Описи серебра Двора его императорского величества: Т. 1-2. Санкт-Петербург : Гофмарш. часть Имп. двора, 1907
- Алфавитный указатель с.-петербургских золотых и серебряных дел мастеров, ювелиров, граверов и проч. 1714–1814. Санкт-Петербург, 1907
- Die Heiligensymbolik in der Heraldik (1896)
- Ueber die den Volks- und den höfischen Spielen des Mittelalters entnommenen Wappenfiguren (1900)